# Belita Woods
Belita Karen Woods (23. října 1948 Detroit, Michigan, USA – 14. května 2012 tamtéž) byla americká zpěvačka. V sedmdesátých letech byla členkou skupiny Brainstorm. Od devadesátých let vystupovala se skupinou Parliament-Funkadelic. Zemřela na srdeční selhání ve věku 63 let.